# كانون 350 دي
كانون 350 دي (بالإنجليزية: Canon EOS 350D)‏ أو Digital Rebel XT في أمريكيا الشمالية أو Canon EOS Kiss Digital N في اليابان هي كاميرا احترافية 8.0 ميجا بيكسل من إنتاج شركة كانون وقد طرحت في السوق في صيف 2005